# Lijst van dinosauriërs
De Lijst van dinosauriërs is een opsomming van wetenschappelijke geslachtsnamen die ooit aan de dinosauriërs zijn toegeschreven, met uitzondering van de vogels (Archaeopteryx en alle vormen die nog nauwer verwant zijn aan de moderne vogels). Van de ruim 1400 namen waarbij dit het geval is, voornamelijk de Dinosaur Genera List van George Olshevsky volgend, ontbreken hier grotendeels de nomina dubia (namen voor te slecht fossiel materiaal) inclusief die namen die gebaseerd zijn op alleen tanden, nomina nuda (namen zonder beschrijving van een fossiel), nomina oblita (namen die in onbruik geraakt zijn), jongere synoniemen (namen die gegeven zijn aan een al benoemd geslacht), bezette namen (namen die al gebruikt waren voor een ander geslacht en dus vervangen moesten worden) en foute identificaties (namen gegeven aan materiaal waarvan we nu weten dat het geen dinosauriërs betreft). Ruim negenhonderd namen blijven zo over.
Deze lijst geeft alleen de geslachten, het aantal soorten is ongeveer een kwart groter. Een telling van Michael Benton in 2008 had als resultaat dat er tot en met 2004 1401 dinosauriërsoorten waren benoemd, meer dan de helft daarvan was niet valide. Het aandeel valide namen zou de laatste decennia sterk zijn toegenomen, een gevolg van de rijkdom aan nieuwe vondsten waardoor de drang slecht materiaal te gebruiken afneemt.
De onderstaande lijst telt nu 1238 potentieel geldige namen (valid names) voor geslachten van dinosauriërs.

## A
- Aachenosaurus
- Aardonyx
- Abdarainurus
- Abditosaurus
- Abelisaurus
- Abrictosaurus
- Abrosaurus
- Abydosaurus
- Acantholipan
- Acanthopholis
- Achelousaurus
- Acheroraptor
- Achillesaurus
- Achillobator
- Acristavus
- Acrocanthosaurus
- Acrotholus
- Adamantisaurus
- Adasaurus
- Adelolophus
- Adeopapposaurus
- Adratiklit
- Adynomosaurus
- Aegyptosaurus
- Aeolosaurus
- Aepisaurus
- Aepyornithomimus
- Aerosteon
- Afromimus
- Afrovenator
- Agathaumas
- Agilisaurus
- Agrosaurus
- Agujaceratops
- Agustinia
- Ahshislepelta
- Ahvaytum
- Ajancingenia
- Ajkaceratops
- Ajnabia
- Akainacephalus
- Alamosaurus
- Alaskacephale
- Albalophosaurus
- Albertaceratops
- Albertadromeus
- Albertavenator
- Albertonykus
- Albertosaurus
- Albinykus
- Alcovasaurus
- Alectrosaurus
- Aletopelta
- Algoasaurus
- Alioramus
- Allosaurus
- Almas
- Alnashetri
- Alpkarakush
- Alocodon
- Altirhinus
- Altispinax
- Alvarezsaurus
- Alxasaurus
- Amanzia
- Amargasaurus
- Amargatitanis
- Amazonsaurus
- Ambopteryx
- Ammosaurus
- Ampelognathus
- Ampelosaurus
- Amphicoelias
- Amtocephale
- Amtosaurus
- Amurosaurus
- Amygdalodon
- Anabisetia
- Analong
- Anasazisaurus
- Anatosaurus
- Anatotitan
- Anchiceratops
- Anchiornis
- Anchisaurus
- Andesaurus
- Angolatitan
- Angulomastacator
- Anhuilong
- Aniksosaurus
- Animantarx
- Ankylosaurus
- Anodontosaurus
- Anomalipes
- Anoplosaurus
- Anserimimus
- Antarctopelta
- Antarctosaurus
- Antetonitrus
- Anzu
- Aoniraptor
- Aorun
- Apatoraptor
- Apatosaurus
- Appalachiosaurus
- Aquilarhinus
- Aquilops
- Arackar
- Aragosaurus
- Aratasaurus
- Archaeoceratops
- Archaeocursor
- Archaeodontosaurus
- Archaeornithoides
- Archaeornithomimus
- Arcovenator
- Arcusaurus
- Ardetosaurus
- Argentinosaurus
- Argyrosaurus
- Aristosuchus
- Arkansaurus
- Arkharavia
- Arrhinoceratops
- Arrudatitan
- Arstanosaurus
- Arenysaurus
- Asfaltovenator
- Asiaceratops
- Asiamericana
- Asiatosaurus
- Asiatyrannus
- Astigmasaura
- Astrodon
- Astrophocaudia
- Asylosaurus
- Atacamatitan
- Atlantosaurus
- Atlasaurus
- Atlascopcosaurus
- Atrociraptor
- Atsinganosaurus
- Aublysodon
- Aucasaurus
- Augustynolophus
- Auroraceratops
- Aurornis
- Australodocus
- Australotitan
- Australovenator
- Austrocheirus
- Austroposeidon
- Austroraptor
- Austrosaurus
- Avaceratops
- Aviatyrannis
- Avimimus

## B
- Baalsaurus
- Bactrosaurus
- Bagaceratops
- Bagaraatan
- Bagualia
- Bagualosaurus
- Bahariasaurus
- Bainoceratops
- Baiyinosaurus
- Bajadasaurus
- Balaur
- Bambiraptor
- Baotianmansaurus
- Banji
- Bannykus
- Barapasaurus
- Barilium
- Barosaurus
- Barrosasaurus
- Barsboldia
- Baryonyx
- Bashanosaurus
- Batyrosaurus
- Baurutitan
- Bayannurosaurus
- Becklespinax
- Beg
- Beibeilong
- Beipiaognathus
- Beipiaosaurus
- Beishanlong
- Bellusaurus
- Berberosaurus
- Berthasaura
- Betasuchus
- Bicentenaria
- Bienosaurus
- Bihariosaurus
- Bissektipelta
- Bistahieversor
- Bisticeratops
- Blasisaurus
- Blikanasaurus
- Bolong
- Bonapartenykus
- Bonapartesaurus
- Bonatitan
- Bonitasaura
- Borealopelta
- Borealosaurus
- Boreonykus
- Borogovia
- Bothriospondylus
- Brachiosaurus
- Brachyceratops
- Brachylophosaurus
- Brachypodosaurus
- Brachytrachelopan
- Bradycneme
- Brasilotitan
- Bravasaurus
- Bravoceratops
- Breviceratops
- Brighstoneus
- Brontomerus
- Brontosaurus
- Bruhathkayosaurus
- Buitreraptor
- Burianosaurus
- Buriolestes
- Bustingorrytitan
- Byronosaurus

## C
- Caenagnathasia
- Caieiria
- Caihong
- Calamosaurus
- Calamospondylus
- Caletodraco
- Callovosaurus
- Calvarius
- Camarasaurus
- Camarillasaurus
- Camelotia
- Campananeyen
- Camposaurus
- Camptosaurus
- Campylodoniscus
- Canardia
- Carcharodontosaurus
- Cardiodon
- Carnotaurus
- Caseosaurus
- Cathartesaura
- Cathetosaurus
- Caudipteryx
- Cedarosaurus
- Cedarpelta
- Cedrorestes
- Centrosaurus
- Cerasinops
- Ceratonykus
- Ceratops
- Ceratosaurus
- Ceratosuchops
- Cetiosauriscus
- Cetiosaurus
- Chadititan
- Chakisaurus
- Changchunsaurus
- Changmiania
- Changyuraptor
- Chaoyangsaurus
- Charonosaurus
- Chasmosaurus
- Chassternbergia
- Chebsaurus
- Chenanisaurus
- Chialingosaurus
- Chilesaurus
- Chindesaurus
- Chinshakiangosaurus
- Chilantaisaurus
- Chirostenotes
- Choconsaurus
- Chondrosteosaurus
- Choyrodon
- Chromogisaurus
- Chuandongocoelurus
- Chuanjiesaurus
- Chuanqilong
- Chubutisaurus
- Chucarosaurus
- Chungkingosaurus
- Chuxiongosaurus
- Cienciargentina
- Citipati
- Citipes
- Claorhynchus
- Claosaurus
- Coahuilaceratops
- Coahuilasaurus
- Coelophysis
- Coelosaurus
- Coeluroides
- Coelurus
- Colepiocephale
- Coloradisaurus
- Comahuesaurus
- Compsognathus
- Compsosuchus
- Comptonatus
- Concavenator
- Conchoraptor
- Condorraptor
- Convolosaurus
- Coronosaurus
- Corythoraptor
- Corythosaurus
- Craspedodon
- Craterosaurus
- Crichtonpelta
- Crichtonsaurus
- Cristatusaurus
- Crittendenceratops
- Cruxicheiros
- Cryolophosaurus
- Cryptosaurus
- Cryptovolans
- Cumnoria

## D
- Daanosaurus
- Dacentrurus
- Daemonosaurus
- Dahalokely
- Dakotadon
- Dakotaraptor
- Daliansaurus
- Darwinsaurus
- Dashanpusaurus
- Daspletosaurus
- Datai
- Datanglong
- Datonglong
- Datousaurus
- Daurlong
- Daurosaurus
- Daxiatitan
- Deinocheirus
- Deinodon
- Deinonychus
- Delapparentia
- Deltadromeus
- Demandasaurus
- Denversaurus
- Diabloceratops
- Diamantinasaurus
- Dicraeosaurus
- Dilong
- Dilophosaurus
- Diluvicursor
- Dineobellator
- Dinheirosaurus
- Dinodocus
- Diplodocus
- Diplotomodon
- Diuqin
- Dollodon
- Dongbeititan
- Dongyangopelta
- Dongyangosaurus
- Dornraptor
- Draconyx
- Dracopelta
- Dracoraptor
- Dracorex
- Dracovenator
- Dreadnoughtus
- Drinker
- Dromaeosauroides
- Dromaeosaurus
- Dromiceiomimus
- Drusilasaura
- Dryosaurus
- Dryptosauroides
- Dryptosaurus
- Dubreuillosaurus
- Duonychus
- Duriatitan
- Duriavenator
- Dynamoterror
- Dyoplosaurus
- Dysganus
- Dyslocosaurus
- Dystrophaeus
- Dzharaonyx
- Dzharatitanis

## E
- Echinodon
- Edmontonia
- Edmontosaurus
- Efraasia
- Einiosaurus
- Ekrixinatosaurus
- Elaltitan
- Elaphrosaurus
- Elemgasem
- Elmisaurus
- Elopteryx
- Elosaurus
- Elrhazosaurus
- Emausaurus
- Emiliasaura
- Enigmacursor
- Enigmosaurus
- Eoabelisaurus
- Eobrontosaurus
- Eocarcharia
- Eoceratops
- Eocursor
- Eodromaeus
- Eolambia
- Eousdryosaurus
- Eomamenchisaurus
- Eoneophron
- Eoplophysis
- Eoraptor
- Eosinopteryx
- Eotrachodon
- Eotriceratops
- Eotyrannus
- Epachthosaurus
- Epichirostenotes
- Epidendrosaurus
- Epidexipteryx
- Equijubus
- Erectopus
- Erketu
- Erliansaurus
- Erlikosaurus
- Erythrovenator
- Eshanosaurus
- Eucamerotus
- Eucercosaurus
- Eucnemesaurus
- Euhelopus
- Euoplocephalus
- Euronychodon
- Europasaurus
- Europatitan
- Europelta
- Euskelosaurus
- Eustreptospondylus

## F
- Fabrosaurus
- Falcarius
- Ferganasaurus
- Ferganocephale
- Ferrisaurus
- Fona
- Foraminacephale
- Fosterovenator
- Fostoria
- Fruitadens
- Fukuiraptor
- Fukuisaurus
- Fukuititan
- Fukuivenator
- Fulgurotherium
- Furcatoceratops
- Fushanosaurus
- Fusuisaurus
- Futalognkosaurus
- Fylax

## G
- Galeamopus
- Galleonosaurus
- Gallimimus
- Galveosaurus
- Gandititan
- Gannansaurus
- Ganzhousaurus
- Garumbatitan
- Gargoyleosaurus
- Garrigatitan
- Garudimimus
- Gasosaurus
- Gasparinisaura
- Gastonia
- Geminiraptor
- Genusaurus
- Genyodectes
- Geranosaurus
- Gideonmantellia
- Giganotosaurus
- Gigantoraptor
- Gigantosaurus
- Gigantspinosaurus
- Gilmoreosaurus
- Giraffatitan
- Glacialisaurus
- Glishades
- Glyptodontopelta
- Gnathovorax
- Gobiceratops
- Gobihadros
- Gobiraptor
- Gobisaurus
- Gobititan
- Gobivenator
- Gojirasaurus
- Gondwanatitan
- Gongbusaurus
- Gongpoquansaurus
- Gongxianosaurus
- Gonkoken
- Gorgosaurus
- Goyocephale
- Graciliceratops
- Graciliraptor
- Gravitholus
- Gremlin
- Gryphoceratops
- Gryposaurus
- Guaibasaurus
- Gualicho
- Guanlong
- Guemesia
- Gyposaurus

## H
- Hadrosaurus
- Haestasaurus
- Hagryphus
- Halszkaraptor
- Hamititan
- Hanssuesia
- Haplocanthosaurus
- Haplocheirus
- Harenadraco
- Harpymimus
- Haya
- Heishansaurus
- Helioceratops
- Heptasteornis
- Herrerasaurus
- Hesperonychus
- Hesperonyx
- Hesperornithoides
- Hesperosaurus
- Heterodontosaurus
- Hexing
- Hexinlusaurus
- Heyuannia
- Hierosaurus
- Hippodraco
- Histriasaurus
- Homalocephale
- Hongshanosaurus
- Hoplitosaurus
- Horshamosaurus
- Huabeisaurus
- Huadanosaurus
- Hualianceratops
- Huallasaurus
- Huanansaurus
- Huanghetitan
- Huangshanlong
- Huaxiagnathus
- Huaxiaosaurus
- Huaxiazhoulong
- Huayangosaurus
- Hudiesaurus
- Huinculsaurus
- Huehuecanauhtlus
- Hulsanpes
- Hungarosaurus
- Huxleysaurus
- Hylaeosaurus
- Hypacrosaurus
- Hypnovenator
- Hypselosaurus
- Hypselospinus
- Hypsibema
- Hypsilophodon

## I
- Iani
- Iberospinus
- Ibirania
- Ichthyovenator
- Igai
- Ignavusaurus
- Iguanacolossus
- Iguanodon
- Iliosuchus
- Ilokelesia
- Imperobator
- Inawentu
- Incisivosaurus
- Indosaurus
- Indosuchus
- Ingentia
- Inosaurus
- Invictarx
- Irisosaurus
- Irritator
- Isanosaurus
- Isasicursor
- Ischioceratops
- Isisaurus
- Isaberrysaura
- Issi
- Itapeuasaurus
- Itemirus
- Iuticosaurus
- Iyuku

## J
- Jaculinykus
- Jainosaurus
- Jakapil
- Jaklapallisaurus
- Janenschia
- Jaxartosaurus
- Jeholosaurus
- Jeyawati
- Jianchangosaurus
- Jiangjunosaurus
- Jiangshanosaurus
- Jiangxisaurus
- Jiangxititan
- Jianianhualong
- Jinbeisaurus
- Jinchuanloong
- Jinfengopteryx
- Jingiella
- Jingshanosaurus
- Jintasaurus
- Jinzhousaurus
- Jinyunpelta
- Jiutaisaurus
- Jobaria
- Jubbulpuria
- Judiceratops
- Juratyrant
- Juravenator

## K
- Kaatedocus
- Kaijiangosaurus
- Kaijutitan
- Kakuru
- Kamuysaurus
- Kangnasaurus
- Kansaignathus
- Karongasaurus
- Katepensaurus
- Kazaklambia
- Kelmayisaurus
- Kelumapusaura
- Kemkemia — in feite een crocodyliform
- Kentrosaurus
- Kerberosaurus
- Khaan
- Khankhuuluu
- Kholumolumo
- Khulsanurus
- Kileskus
- Kinnareemimus
- Kiyacursor
- Klamelisaurus
- Kol
- Koleken
- Koparion
- Koreaceratops
- Koreanosaurus
- Koshisaurus
- Kosmoceratops
- Kotasaurus
- Koutalisaurus
- Kritosaurus
- Kryptops
- Kukufeldia
- Kulceratops
- Kulindadromeus
- Kulindapteryx
- Kunbarrasaurus
- Kundurosaurus
- Kuru
- Kurupi

## L
- Labocania
- Laelaps
- Laevisuchus
- Laiyangosaurus
- Lajasvenator
- Lamaceratops
- Lambeosaurus
- Lametasaurus
- Lamplughsaura
- Lanasaurus
- Lanzhousaurus
- Laosaurus
- Lapampasaurus
- Laplatasaurus
- Lapparentosaurus
- Laquintasaura
- Latenivenatrix
- Lavocatisaurus
- Latirhinus
- Leaellynasaura
- Ledumahadi
- Leinkupal
- Leonerasaurus
- Lepidocheirosaurus
- Lepidus
- Leptoceratops
- Leptorhynchos
- Leshansaurus
- Lesothosaurus
- Lessemsaurus
- Levnesovia
- Lexovisaurus
- Leyesaurus
- Liaoceratops
- Liaoningosaurus
- Liaoningotitan
- Liaoningvenator
- Ligabueino
- Ligabuesaurus
- Liliensternus
- Limaysaurus
- Limusaurus
- Lingwulong
- Lingyuanosaurus
- Linhenykus
- Linheraptor
- Linhevenator
- Lirainosaurus
- Lishulong
- Liubangosaurus
- Llukalkan
- Lohuecotitan
- Lokiceratops
- Lophorhothon
- Lophostropheus
- Loricatosaurus
- Loricosaurus
- Losillasaurus
- Lourinhanosaurus
- Lourinhasaurus
- Luanchuanraptor
- Lucianovenator
- Lufengosaurus
- Luoyanggia
- Lurdusaurus
- Lusitanosaurus
- Lusotitan
- Lusovenator
- Lycorhinus
- Lythronax

## M
- Maraapunisaurus
- Machairasaurus
- Machairoceratops
- Macrocollum
- Macrogryphosaurus
- Macrurosaurus
- Magnapaulia
- Magnirostris
- Magnamanus
- Magnosaurus
- Magyarosaurus
- Mahakala
- Mahuidacursor
- Maiasaura
- Maip
- Majungasaurus
- Malarguesaurus
- Malawisaurus
- Maleevus
- Malefica
- Maleriraptor
- Mamenchisaurus
- Mandschurosaurus
- Manidens
- Mansourasaurus
- Mantellisaurus
- Mantellodon
- Mapusaurus
- Marshosaurus
- Martharaptor
- Masiakasaurus
- Massospondylus
- Matheronodon
- Maxakalisaurus
- Mbiresaurus
- Medusaceratops
- Megalosaurus
- Megapnosaurus
- Megaraptor
- Mei
- Melanorosaurus
- Mendozasaurus
- Menefeeceratops
- Menucocelsior
- Meraxes
- Mercuriceratops
- Meroktenos
- Metriacanthosaurus
- Mexidracon
- Microceratus
- Microcoelus
- Micropachycephalosaurus
- Microraptor
- Microvenator
- Mierasaurus
- Migmanychion
- Minqaria
- Minimocursor
- Minmi
- Minotaurasaurus
- Miragaia
- Mirischia
- Mnyamawamtuka
- Moabosaurus
- Mochlodon
- Mojoceratops
- Mongolosaurus
- Mongolostegus
- Monkonosaurus
- Monoclonius
- Monolophosaurus
- Mononykus
- Montanoceratops
- Morelladon
- Morinosaurus
- Moros
- Morrosaurus
- Mosaiceratops
- Murusraptor
- Musankwa
- Mussaurus
- Muttaburrasaurus
- Muyelensaurus
- Mymoorapelta

## N
- Naashoibitosaurus
- Nambalia
- Nankangia
- Nanningosaurus
- Nanosaurus
- Nanotyrannus
- Nanshiungosaurus
- Nanuqsaurus
- Nanyangosaurus
- Napaisaurus
- Narambuenatitan
- Narindasaurus
- Nasutoceratops
- Natovenator
- Natronasaurus ouder synoniem van Alcovasaurus
- Navajoceratops
- Nebulasaurus
- Nedcolbertia
- Nedoceratops
- Neimongosaurus
- Nemegtomaia
- Nemegtonykus
- Nemegtosaurus
- Neosodon
- Neovenator
- Neuquenraptor
- Neuquensaurus
- Nevadadromeus
- Ngwevu
- Nhandumirim
- Niebla
- Nigersaurus
- Ningyuansaurus
- Ninjatitan
- Niobrarasaurus
- Nipponosaurus
- Noasaurus
- Nodocephalosaurus
- Nodosaurus
- Nomingia
- Nopcsaspondylus
- Normanniasaurus
- Notatesseraeraptor
- Nothronychus
- Notoceratops
- Notocolossus
- Notohypsilophodon
- Nqwebasaurus
- Nullotitan
- Nuthetes

## O
- Obelignathus
- Oblitosaurus
- Oceanotitan
- Ohmdenosaurus
- Ojoceratops
- Ojoraptorsaurus
- Oksoko
- Olorotitan
- Omeisaurus
- Oohkotokia
- Ondogurvel
- Opisthocoelicaudia
- Oplosaurus
- Orkoraptor
- Ornatops
- Ornithodesmus
- Ornitholestes
- Ornithomimus
- Ornithopsis
- Ornithotarsus
- Orodromeus
- Orthomerus
- Oryctodromeus
- Osmakasaurus
- Ostafrikasaurus
- Othnielia
- Othnielosaurus
- Ouranosaurus
- Overosaurus
- Oviraptor
- Overoraptor
- Owenodon
- Ozraptor
- Oxalaia

## P
- Pachycephalosaurus
- Pachyrhinosaurus
- Pachysuchus
- Padillasaurus
- Palaeoscincus
- Paludititan
- Paluxysaurus
- Pampadromaeus
- Pamparaptor
- Panamericansaurus
- Pandoravenator
- Panguraptor
- Panoplosaurus
- Panphagia
- Pantydraco
- Papiliovenator
- Paralitherizinosaurus
- Paralititan
- Paranthodon
- Pararhabdodon
- Parasaurolophus
- Paraxenisaurus
- Pareisactus
- Parksosaurus
- Paronychodon
- Parvicursor
- Patagonykus
- Patagopelta
- Patagosaurus
- Patagotitan
- Pawpawsaurus
- Pectinodon
- Pedopenna
- Pegomastax
- Peishansaurus
- Pelecanimimus
- Pellegrinisaurus
- Peloroplites
- Pelorosaurus
- Pendraig
- Penelopognathus
- Pentaceratops
- Perijasaurus
- Petrobrasaurus
- Petrustitan
- Phaedrolosaurus
- Philovenator
- Phuwiangosaurus
- Phuwiangvenator
- Phyllodon
- Piatnitzkysaurus
- Pilmatueia
- Pinacosaurus
- Pisanosaurus
- Pitekunsaurus
- Piveteausaurus
- Planicoxa
- Plateosauravus
- Plateosaurus
- Platyceratops
- Platypelta
- Platytholus
- Plesiohadros
- Pleurocoelus
- Pneumatoraptor
- Podokesaurus
- Poekilopleuron
- Polacanthus
- Polyonax
- Portellsaurus
- Powellvenator
- Pradhania
- Prenocephale
- Prenoceratops
- Priconodon
- Priodontognathus
- Proa
- Probactrosaurus
- Probrachylophosaurus
- Proceratosaurus
- Procompsognathus
- Propanoplosaurus
- Proplanicoxa
- Prosaurolophus
- Protarchaeopteryx
- Protathlitis
- Protoceratops
- Protognathosaurus
- Protohadros
- Psittacosaurus
- Puertasaurus
- Pukyongosaurus
- Pulanesaura
- Pulaosaurus
- Punatitan
- Pycnonemosaurus
- Pyroraptor

## Q
- Qantassaurus
- Qianjiangsaurus
- Qianlong
- Qianzhousaurus
- Qiaowanlong
- Qijianglong
- Qingxiusaurus
- Qinlingosaurus
- Qiupalong
- Qiupanykus
- Quaesitosaurus
- Quetecsaurus
- Quilmesaurus
- Qunkasaura

## R
- Rahiolisaurus
- Rahonavis
- Rajasaurus
- Rapator
- Rapetosaurus
- Raptorex
- Ratchasimasaurus
- Rativates
- Rayososaurus
- Rebbachisaurus
- Regaliceratops
- Regnosaurus
- Rhabdodon
- Rhinorex
- Rhoetosaurus
- Rhomaleopakhus
- Riabininohadros
- Richardoestesia
- Rinchenia
- Rinconsaurus
- Riojavenatrix
- Riparovenator
- Riojasaurus
- Rocasaurus
- Rubeosaurus
- Ruehleia
- Rugocaudia
- Rugops
- Ruixinia
- Rukwatitan
- Ruyangosaurus

## S
- Sahaliyania
- Saichania
- Saltasaurus
- Saltillomimus
- Saltriovenator
- Sanjuansaurus
- Sanpasaurus
- Santanaraptor
- Sanxiasaurus
- Sarahsaurus
- Sarcolestes
- Sarcosaurus
- Sarmientosaurus
- Sasayamagnomus
- Saturnalia
- Saurolophus
- Sauroniops
- Sauropelta
- Saurophaganax
- Sauroplites
- Sauroposeidon
- Saurornithoides
- Saurornitholestes
- Savannasaurus
- Scansoriopteryx
- Scelidosaurus
- Scipionyx
- Scolosaurus
- Schleitheimia
- Sciurumimus
- Scutellosaurus
- Secernosaurus
- Sefapanosaurus
- Segisaurus
- Segnosaurus
- Seismosaurus
- Seitaad
- Sektensaurus
- Sellacoxa
- Sellosaurus
- Serendipaceratops
- Serikornis
- Shamosaurus
- Shanag
- Shantungosaurus
- Shanxia
- Shaochilong
- Shenzhousaurus
- Shidaisaurus
- Shingopana
- Shishugounykus
- Shixinggia
- Shri (dinosauriër)
- Shuangbaisaurus
- Shuangmiaosaurus
- Shunosaurus
- Shuvuuia
- Siamodon
- Siamosaurus
- Siamotyrannus
- Siamraptor
- Siats
- Sibirotitan
- Sidersaura
- Sierraceratops
- Sigilmassasaurus
- Siluosaurus
- Silutitan
- Silvisaurus
- Similicaudipteryx
- Sinankylosaurus
- Sinocalliopteryx
- Sinocephale
- Sinoceratops
- Sinornithoides
- Sinornithomimus
- Sinornithosaurus
- Sinosauropteryx
- Sinosaurus
- Sinotyrannus
- Sinovenator
- Sinraptor
- Sinusonasus
- Sirindhorna
- Skorpiovenator
- Smitanosaurus
- Sonidosaurus
- Sonorasaurus
- Soriatitan
- Spectrovenator
- Sphaerotholus
- Spiclypeus
- Spicomellus
- Spinophorosaurus
- Spinops
- Spinosaurus
- Spinostropheus
- Staurikosaurus
- Stegoceras
- Stegopelta
- Stegosaurides
- Stegosaurus
- Stegouros
- Stellasaurus
- Stenonychosaurus
- Stenopelix'
- Stephanosaurus
- Stokesosaurus
- Stormbergia
- Streptospondylus
- Struthiomimus
- Struthiosaurus
- Stygimoloch
- Styracosaurus
- Suchosaurus
- Suchomimus
- Supersaurus
- Suskityrannus
- Suuwassea
- Suzhousaurus
- Syngonosaurus
- Syrmosaurus
- Szechuanosaurus

## T
- Tachiraptor
- Talarurus
- Talenkauen
- Taleta
- Talos
- Tambatitanis
- Tamarro
- Tameryraptor
- Tangvayosaurus
- Tanius
- Tanycolagreus
- Tanystrosuchus
- Taohelong
- Tapuiasaurus
- Tarascosaurus
- Tarbosaurus
- Tarchia
- Tastavinsaurus
- Tatankacephalus
- Tatankaceratops
- Tatisaurus
- Tataouinea
- Taurovenator
- Taveirosaurus
- Tawa
- Tazoudasaurus
- Tehuelchesaurus
- Teihivenator
- Teinurosaurus
- Telmatosaurus
- Tendaguria
- Tengrisaurus
- Tenontosaurus
- Teratophoneus
- Terminocavus
- Tethyshadros
- Texacephale
- Texasetes
- Teyuwasu
- Thanatotheristes
- Thanos
- Tharosaurus
- Thecocoelurus
- Thecodontosaurus
- Thecospondylus
- Theiophytalia
- Therizinosaurus
- Thescelosaurus
- Thespesius
- Thyreosaurus
- Tiamat
- Tianchisaurus
- Tianyulong
- Tianyuraptor
- Tianzhenosaurus
- Tichosteus
- Tienshanosaurus
- Tietasaura
- Timimus
- Timurlengia
- Titanoceratops
- Titanomachya
- Titanosaurus
- Tlatolophus
- Tochisaurus
- Tonganosaurus
- Tongnanlong
- Tongtianlong
- Tornieria
- Torosaurus
- Torvosaurus
- Tototlmimus
- Trachodon
- Tralkasaurus
- Transylvanosaurus
- Tratayenia
- Traukutitan
- Triceratops
- Trierarchuncus
- Trigonosaurus
- Trimucrodon
- Trinisaura
- Triunfosaurus
- Troodon
- Tsaagan
- Tsagantegia
- Tsintaosaurus
- Tuebingosaurus
- Tugulusaurus
- Tuojiangosaurus
- Turanoceratops
- Turiasaurus
- Tylocephale
- Tyrannomimus
- Tyrannosaurus
- Tyrannotitan

## U
- Uberabatitan
- Ubirajara
- Udanoceratops
- Udelartitan
- Ugrunaaluk
- Ultrasaurus
- Ulughbegsaurus
- Unaysaurus
- Unenlagia
- Unescoceratops
- Unquillosaurus
- Urbacodon
- Uriash
- Utahceratops
- Utahraptor
- Uteodon

## V
- Vagaceratops
- Vahiny
- Valdoraptor
- Valdosaurus
- Vallibonavenatrix
- Variraptor
- Vayuraptor
- Vectaerovenator
- Vectidromeus
- Vectipelta
- Vectiraptor
- Vectisaurus
- Velafrons
- Velocipes
- Velociraptor
- Velocisaurus
- Venenosaurus
- Vespersaurus
- Veterupristisaurus
- Viavenator
- Volgatitan
- Volkheimeria
- Vouivria
- Vulcanodon

## W
- Wakinosaurus
- Walgettosuchus
- Wamweracaudia
- Wannanosaurus
- Weewarrasaurus
- Wiehenvenator
- Wendiceratops
- Willinakaqe
- Wintonotitan
- Wudingloong
- Wuerhosaurus
- Wulagasaurus
- Wulatelong
- Wulong

## X
- Xenoceratops
- Xenoposeidon
- Xenotarsosaurus
- Xianshanosaurus
- Xiaosaurus
- Xiaotingia
- Xingtianosaurus
- Xingxiulong
- Xinjiangovenator
- Xinjiangtitan
- Xiongguanlong
- Xixianykus
- Xixiasaurus
- Xixiposaurus
- Xiyunykus
- Xuanhanosaurus
- Xuanhuaceratops
- Xunmenglong
- Xuwulong

## Y
- Yamaceratops
- Yamanasaurus
- Yamatosaurus
- Yanbeilong
- Yandusaurus
- Yangchuanosaurus
- Yaverlandia
- Yehuecauhceratops
- Yi
- Yimenosaurus
- Yingshanosaurus
- Yinlong
- Yixianosaurus
- Yizhousaurus
- Yongjinglong
- Ypupiara
- Yuanmouraptor
- Yuanyanglong
- Yuanmousaurus
- Yueosaurus
- Yulong
- Yunganglong
- Yunmenglong
- Yunnanosaurus
- Yunyangosaurus
- Yurgovuchia
- Yutyrannus
- Yuxisaurus
- Yuzhoulong

## Z
- Zaraapelta
- Zalmoxes
- Zanabazar
- Zapalasaurus
- Zapsalis
- Zby
- Zephyrosaurus
- Zhanghenglong
- Zhejiangosaurus
- Zhenyuanlong
- Zhongjianosaurus
- Zhongornis
- Zhongyuansaurus
- Zhuchengceratops
- Zhuchengosaurus
- Zhuchengtitan
- Zhuchengtyrannus
- Ziapelta
- Zigongosaurus
- Zizhongosaurus
- Zuniceratops
- Zuolong
- Zuoyunlong
- Zupaysaurus
- Zuul